# Kurudere
Kurudere (türkisch für trockener Bach) ist ein Dorf im Landkreis Buldan der türkischen Provinz Denizli. Kurudere liegt etwa 73 km nordwestlich der Provinzhauptstadt Denizli und 21 km nordwestlich von Buldan. Kurudere hatte laut der letzten Volkszählung 139 Einwohner (Stand Ende Dezember 2010).